# Советско-польский договор (1945)
Договор между СССР и Польской Республикой о советско-польской государственной границе — международный договор, подписанный в Москве 16 августа 1945 года. Соглашение подписало Временное правительство национального единства. По договору Польша теряла часть своей довоенной территории (Кресы) в пользу СССР. Новая советско-польская граница почти полностью совпадает с так называемой линией Керзона, предложенной ещё в 1919 году лордом Керзоном, как линия определяющая границу между РСФСР и Польшей.

## Подписание
Договор был подписан 16 августа 1945 года. Обмен ратификационными грамотами состоялся 5 февраля 1946 года в Варшаве, после чего договор вступил в силу.

## Юридическая значимость
Юридически зафиксировал переход Западной Украины и Западной Белоруссии от Польши к СССР. Линия границы прошла на запад от «линии Керзона» — в соответствии с решением Люблинского соглашения, Ялтинской конференции (январь 1945 г.)
В результате договора к СССР перешла территория современных областей: Львовской, Ивано-Франковской, Тернопольской, Волынской, Ровненской; а к Польше — этнические территории Лемковщины, Надсанья, Холмщины и Подляшья.